# Saham Club
Saham Club (ar. نادي صحم) – omański klub piłkarski grający w pierwszej lidze omańskiej, mający siedzibę w mieście Saham.

## Historia
Klub został założony w 1970 roku. W swojej historii klub czterokrotnie wywalczył tytuł mistrza Omanu w sezonach 1999/2000, 2001/2002, 2007/2008 i 2014/2015. Zdobył również trzy Puchary Omanu w 1973, 1992 i 2007.

## Sukcesy
- Puchar Omanu:

zwycięstwo (2): 2009, 2016
- Puchar Ligi Omańskiej:

zwycięstwo (1): 2013
finał (1): 2012
- Superpuchar Omanu:

zwycięstwo (2): 2010, 2016
- GCC Champions League:

finał (1): 2014

## Stadion
Domowe mecze klub rozgrywa na stadionie o nazwie Sohar Regional Sports Complex, położonym w mieście Sohar. Stadion może pomieścić 19000 widzów.